# بارتلت (تگزاس)
بارتلت، تگزاس(به انگلیسی: Bartlett, Texas) شهری در ایالت تگزاس از ایالات جنوبی ایالات متحده آمریکا است. در سرشماری سال ۲۰۰۰، جمعیت این شهر ۱۶۷۵ نفر اعلام شد.